# Alz vom Chiemsee bis Altenmarkt
Alz vom Chiemsee bis Altenmarkt este o arie protejată (arie specială de conservare — SAC, sit de importanță comunitară — SCI) din Germania întinsă pe o suprafață de 443,12 ha, integral pe uscat.

## Localizare
Centrul sitului Alz vom Chiemsee bis Altenmarkt este situat la coordonatele 47°56′04″N 12°29′19″E / 47.9344°N 12.4886°E.

## Înființare
Situl Alz vom Chiemsee bis Altenmarkt a fost declarat sit de importanță comunitară în martie 2001 pentru a proteja 1 specie de plante și 5 specii de animale. Situl a fost protejat și ca arie specială de conservare în aprilie 2016.

## Biodiversitate
Situată în ecoregiunea continentală, aria protejată conține 10 habitate naturale: Ape stătătoare oligotrofe până la mezotrofe, cu vegetație de Littorelletea uniflorae și/sau de Isoëto-Nanojuncetea, Cursuri de apă de la nivel de câmpie la nivel montan, cu vegetație Ranunculion fluitantis și Callitricho-Batrachion, Pajiști cu Molinia pe soluri calcaroase, turboase sau argilos-nămoloase (Molinion caeruleae), Liziere de ierburi înalte hidrofile de câmpie și de nivel montan până la alpin, Mlaștini turboase de tranziție și turbării mișcătoare, Depresiuni pe substraturi de turbă de Rhynchosporion, Mlaștini alcaline, Păduri de fag Asperulo-Fagetum, Păduri pe pante, grohotișuri și ravene de Tilio-Acerion, Păduri aluvionare cu Alnus glutinosa și Fraxinus excelsior (Alno-Padion, Alnion incanae, Salicion albae).
La baza desemnării sitului se află mai multe specii protejate:
- plante (1): Apium repens
- mamifere (1): castor (Castor fiber)
- nevertebrate (1): Theodoxus transversalis
- pești (3): Alburnus mento, avat (Aspius aspius), Rutilus frisii meidingeri

Pe lângă speciile protejate, pe teritoriul sitului au mai fost identificate 1 specie de amfibieni.